# Circunstancia mixta de parentesco (España)
La circunstancia mixta del parentesco es una circunstancia modificativa de la responsabilidad penal incluido en el código penal español, en el que se agrava, o se atenúa la responsabilidad penal, al que comete un delito cuando concurren ciertas relaciones de parentesco entre el ofensor y el ofendido.
La circunstancia mixta de parentesco está regulada en el artículo 23 del código penal español de 23 de noviembre de 1995, y dice así:
"Es circunstancia que puede atenuar o agravar la responsabilidad, según la naturaleza, los motivos y los efectos del delito, ser o haber sido el agraviado cónyuge o persona que esté o haya estado ligada de forma estable por análoga relación de afectividad, o ser ascendiente, descendiente o hermano por naturaleza o adopción del ofensor o de su cónyuge o conviviente."
El tenor literal del artículo no entra a valorar en que casos se aplica como atenuante o como agravante. La doctrina y la jurisprudencia española, de forma tradicional viene considerando esta circunstancia como atenuante en los delitos contra el patrimonio y como agravante en los delitos contra las personas y contra la libertad sexual.
Asimismo, los delitos contra el patrimonio están exentos de responsabilidad criminal entre cónyuges que no estuvieren separados legalmente o de hecho o en proceso judicial de separación, divorcio o nulidad de su matrimonio y los ascendientes, descendientes y hermanos por naturaleza o por adopción, así como los afines en primer grado si viviesen juntos, en los casos en que no concurra violencia o intimidación, art 268 CP.
El hecho de que la jurisprudencia suela valorar esta causa como atenuante en los delitos contra el patrimonio y como agravante en los delitos contra las personas o la libertad sexual, no debe ser interpretado de forma rígida, ya que en cada caso se deberá entrar a valorar la situación concreta, así lo dice la Sentencia del tribunal supremo de 6 de mayo de 1997 "como regla general se ha sentado que agrava en los delitos contra las personas y que atenúa en los delitos contra la propiedad ... pero sin que constituya una norma fija tal aplicación, porque los tribunales atenderán a uno u otro sentido, según la naturaleza, los motivos y los efectos del delito, obrando con libertad de criterio". 

## Historia
La circunstancia mixta de parentesco viene regulada desde el siglo XIX. En el código penal de 1848 y de 1850 esta circunstancia actuaba solo como agravante. En el código penal de 1870 y 1932 ya actuaba como una circunstancia mixta.